# Agathidium nigripenne
Agathidium nigripenne es una especie de escarabajo del género Agathidium, tribu Agathidiini, familia Leiodidae. Fue descrita científicamente por Fabricius en 1792.
Se distribuye por Suecia, Francia, Finlandia, Noruega, Alemania, Reino Unido de Gran Bretaña e Irlanda del Norte, Países Bajos, Austria, Federación Rusa, Polonia, Luxemburgo, Estonia, Bélgica, Dinamarca, España, Italia, Suiza, Eslovaquia, Bielorrusia, Checa, Rumania, Eslovenia y Ucrania. La especie se mantiene activa durante todos los meses del año.